# Tekit
Tekit är en ort i Mexiko.   Den ligger i kommunen Tekit och delstaten Yucatán, i den östra delen av landet, 1 000 km öster om huvudstaden Mexico City. Tekit ligger 25 meter över havet och antalet invånare är 8 852.
Terrängen runt Tekit är mycket platt. Runt Tekit är det ganska glesbefolkat, med 30 invånare per kvadratkilometer. Tekit är det största samhället i trakten. I omgivningarna runt Tekit växer i huvudsak lövfällande lövskog.